# River Simon
River Simon är ett vattendrag i Grenada.   Det ligger i parishen Saint Andrew, i den östra delen av landet, 18 km nordost om huvudstaden Saint George's. River Simon ligger på ön Grenada.